# Župan Ljubljane
Župan Ljubljane je eden od organov Mestne občine Ljubljana (MOL). 
Župan MOL predstavlja in zastopa občino, skrbi in odgovarja za izvajanje odločitev mestnega sveta in odborov ter opravlja druge naloge, skladno z zakonodajo, akti in sklepi.
Trenutni župan Ljubljane je Zoran Janković, ki je bil izvoljen na lokalnih volitvah leta 2006, nato pa nove mandate osvojil še na volitvah 2010, 2014, 2018 in 2022.

## Zgodovina
Funkcija župana Ljubljane se je v času Socialistična federativna republika Jugoslavija imenovala tudi predsednik Mestnega sveta Ljubljane ter predsednik skupčine mesta Ljubljana. Jože Strgar je bil prvi, ki je bil ponovno imenovan »župan«.  